# Psyrassa pertenuis
Psyrassa pertenuis är en skalbaggsart som först beskrevs av Thomas Casey 1924.  Psyrassa pertenuis ingår i släktet Psyrassa och familjen långhorningar. Inga underarter finns listade i Catalogue of Life.